# Georges Dagonia
Georges Dagonia, né le 9 décembre 1930 à Lamentin (Guadeloupe) et mort dans cette même ville le 29 septembre 2007, était un médecin et homme politique français.

## Détail des fonctions et des mandats
Mandats locaux
- 1971 - 1989 : Maire de Lamentin
- 1967 - 1992 : Conseiller général du canton de Lamentin

Mandat parlementaire
- 25 septembre 1977 - 1er octobre 1986 : Sénateur de la Guadeloupe